# Jacksonoides simplexipalpis
Jacksonoides simplexipalpis là một loài nhện trong họ Salticidae.
Loài này thuộc chi Jacksonoides. Jacksonoides simplexipalpis được Fred R. Wanless miêu tả năm 1988.